# Alfred Joller
Alfred Joller (* 23. November 1858 in Stans; † 9. Dezember 1945 in Rom) war ein Schweizer Bibliotheksangestellter der Abteilung Rom des Archäologischen Instituts des Deutschen Reiches.

## Leben
Alfred Joller war der Sohn des Publizisten Melchior Joller, der seit 1865 in Rom lebte. Er war von 1878 bis 1882 Mitglied der Schweizergarde in Rom. Seit 1883 arbeitete er für die Abteilung Rom des Archäologischen Instituts des Deutschen Reiches. Er zeichnete sich durch Pflichttreue und Strenge aus, stand aber auch im Ruf eines Tyrannen und Pedanten. Er begann zunächst mit niederen Positionen in der Hausverwaltung, arbeitete sich aber immer weiter hinauf und war schließlich in Personalunion Leiter der Hausverwaltung, Kustos der Bibliothek und Rechnungsführer. Daneben führte er die Chronik des Instituts. Ab dem 1. Oktober 1903 war er auch als Verwaltungsbeamter für das Deutsche Historische Institut in Rom tätig. Er lebte mit seiner großen Familie im untersten Geschoss des Institutsgebäudes. Zu seinem 25-jährigen Dienstjubiläum wurde er 1908 feierlich geehrt: Christian Hülsen, Luigi Cantarelli und Walther Amelung hielten Ansprachen auf ihn, zudem wurden ihm eine künstlerisch gestaltete Glückwunschadresse und eine Ausgabe von Meyers Konversations-Lexikon samt Eichenregal geschenkt. Außerdem wurde ihm der Preußische Kronenorden verliehen. Damit war er in Italien zum Cavaliere geworden. 1912 versuchte man über die Zentraldirektion des Archäologischen Instituts des Deutschen Reiches zu erreichen, dass Joller zum kommissarischen Reichsdeutschen ernannt würde. Dieser Antrag konnte jedoch nicht umgesetzt werden. Nach dem Ersten Weltkrieg konnte er als Schweizer Staatsbürger das Institut und dessen Besitz weitestgehend schützen und vor allem die Bestände der Bibliothek erhalten, die zeitweise in der Engelsburg ausgelagert war. Für seine Verdienste erhielt Joller ein Dankschreiben, das von allen Mitgliedern der Zentraldirektion des Archäologischen Instituts unterzeichnet wurde. Zwei Jahre vor seinem Ruhestand 1926 stand noch der Umzug des Institutssitzes vom Kapitolshügel in die Via Sardegna 79 an. Erneut organisierte Walther Amelung eine interne Institutsfeier, bei der Jollers Verdienste nochmals gewürdigt wurden und ihm als Ehrengabe eine Mappe mit Fotografien aller damaligen Angehörigen des Instituts überreicht wurde.
Der ernste, pflichttreue und unbequeme Joller war immer wieder wegen Skurrilität, seiner Haltung und seiner Wortwahl trotz des ihm entgegengebrachten Respekts Ziel so manchen Spottes und bot oft Anlass zur Heiterkeit. Viele Begebenheiten wurden anekdotisch ausgestaltet und in ausgeschmückter Form tradiert. Eugen von Mercklin hat einige dieser Anekdoten gesammelt.

## Belege
1. ↑  Paul Maria Krieg: Die Schweizergarde in Rom. Luzern 1960, S. 482.
2. ↑  Jahresbericht des Historischen Instituts 1903/04. In: Quellen und Forschungen aus italienischen Archiven und Bibliotheken 7, 1904, S. 2 (Digitalisat).
3. ↑  Eugen von Mercklin in Opus nobile. Festschrift zum 60. Geburtstag von Ulf Jantzen. Steiner, Wiesbaden 1969, S. 113.

| Personendaten    | Personendaten                                                                 |
| ---------------- | ----------------------------------------------------------------------------- |
| NAME             | Joller, Alfred                                                                |
| KURZBESCHREIBUNG | Schweizer Bibliotheksangestellter des Deutschen Archäologischen Instituts Rom |
| GEBURTSDATUM     | 23. November 1858                                                             |
| GEBURTSORT       | Stans                                                                         |
| STERBEDATUM      | 9. Dezember 1945                                                              |
| STERBEORT        | Rom                                                                           |